# Portal del Clos Emmurallat
El Portal del Clos Emmurallat és una obra de Montferri (Alt Camp) inclosa a l'Inventari del Patrimoni Arquitectònic de Catalunya.

## Descripció
El portal d'uns 3 metres d'alçària, està situat a l'extrem superior del carrer Major. És format per dos arcs i un embigat que sosté un habitatge. L'arc que dona a la part interior de la vila és de mig punt i l'exterior és d'arc escarser. Les dues façanes han estat modificades i presenten petites obertures d'il·luminació interior. El material de construcció és la pedra arrebossada i pintada, i les bigues que es troben entre els arcs són de fusta.

## Història
Aquest portal és l'únic que es conserva sencer en l'actualitat dels antics portals de la muralla de Montferri. L'existència de muralles és documentada des del segle xiii. En època medieval el nucli de població n'estava totalment envoltat. L'accés a l'interior es feia a través de tres portals, dos situats als extrems del carrer Major i un tercer al perpendicular carrer de la Bassa.